# 박찬수 (프로게이머)
박찬수(1987년 12월 7일 ~ )는 대한민국의 전직 스타크래프트 프로게이머이며, 저그 유저이다. Luxury라는 아이디를 쓰며, 전 하이트 스파키즈 소속이었던 저그 플레이어 박명수의 쌍둥이 형이다.

## 개요
2004년 하반기부터 프로게이머 활동을 시작하였으며, 2005년 상반기 드래프트에서 KOR의 1차 지명으로 입단하였다.
선수생활 초기엔 먼저 주목받은 박명수의 그늘에 가려 이렇다할 두각을 나타내지 못했으나, 2007년 겨울부터 개인리그에 이름을 올리며 스타리그 2회 연속 4강, MSL 우승 등 호성적을 거두었다.
2008년 9월엔 KTF 매직엔스(현 KT 롤스터)로 현금 트레이드 되었다.
2008년 11월, 독일 쾰른에서 개최된 WCG 2008 그랜드 파이널 스타크래프트 부문 결승에 오른 박찬수는 전대회 우승자 송병구(삼성전자 칸)를 2:0으로 꺾고 금메달을 따냈다. 특히 조별 예선부터 12연승을 기록하며 임요환(WCG 2001), 서지훈(WCG 2004)에 이어 사상 세 번째 전승 우승을 달성했다.
2009년 1월 17일, 박찬수는 승자연전제가 적용된 신한은행 위너스 리그 08-09 개막전에서 시즌 첫 올킬을 기록했다. 삼성전자 칸에게 0:2로 밀리던 3세트에 출격한 박찬수는 허영무, 차명환, 송병구, 이성은을 차례로 꺾으며 팀의 4:2 승리를 이끌었다.
그 후 박찬수는 위너스리그 준플레이오프에서 통신사 라이벌 SK 텔레콤 T1의 상대로 2킬(정명훈,도재욱)을 기록하며 팀의 플레이오프 진출을 이끌었다.
2009년 3월 21일, 로스트사가 MSL 결승에 오른 박찬수는 삼성전자 칸의 허영무를 3:1로 꺾고 생애 첫 메이저 개인리그 타이틀을 차지하였다.
우승 이후엔 급격한 기량 저하를 보이며 양대 개인리그에서 조기 탈락하였다. 특히 MSL 우승자의 차기 시즌 32강 탈락은 김택용(로스트사가 MSL)에 이어 박찬수(아발론 MSL)가 두 번째 케이스다.
2010년 5월 사실상 스타크래프트 승부조작에 가담한 사실이 밝혀져 많은 팬들의 비난을 받았다. 또 이로 인해 KT와 계약이 해지되었으며 2010년 5월 19일부로 은퇴 공시되었다.
2010년 6월 KeSPA 상벌위원회에서 영구제명 조치가 내려졌다.
2011년 7월 25일 그도 마재윤의 뒤를 이어 아프리카 방송에 출연해 논란이 되었다. 방송은 2012년 1월 14일까지 이어졌고, 2012년 1월 15일부터 방송을 그만두었다. 그러나 또다시 2월 4일부터 방송재개를 하여 마재윤 다음으로 비난의 화살을 받았다. 3월 14일 이후로 방송활동을 잠정적으로 중단한 상태이다. 그러던 중 5월 25일 스타크래프트1 방송을 완전히 중단 하겠다고 하였으며, 이어서 사과글을 작성하였다.
6월부터는 방송국을 완전히 폐쇄하여, 방송을 그만둔 상태이다. 8월에는 아내 김모씨로부터 협박 및 폭행 혐의로 고소당해 오랫동안 경찰 조사를 받고 있었다. 현재 이 사건은 아내의 거짓말로 판단되어 무죄판결을 받았으며 전 부인을 위증죄와 무고죄로 고소할 예정이라고 하며, 사건이 모두 마무리되면 군복무 후 속기 공무원을 준비한다고 한다.

## 위너스 리그 첫 번째 올킬
신한은행 프로리그 08-09시즌, 종족의무출전제와 팀플레이 폐지등으로 상당 부분의 재미 요소를 잃었다고 판단한 결과, 3라운드는 승자연전전 방식의 위너스리그로 펼쳐졌다. 이에 기대감이 충만해진 팬들은 각자 첫 번째 올킬 선수로 김택용, 송병구, 이제동, 이영호 등 당대의 최강자들을 지목했으나 오히려 이적 후 부진을 면치 못하던 박찬수가 첫 번째 올킬을 기록하게 된다. 당시 KTF는 1, 2경기에 저그 배병우와 고강민을 내보냈으나 허영무에게 패하며 허영무의 올킬 분위기로 흘러나갔다. 이때 박찬수가 출전하여 뮤탈 견제에 이은 히드라 러시로 허영무를 격파한다. 뒤이어 차명환과 총사령관 송병구마저 격파하며 세트스코어를 역전시키며 6경기로 경기를 끌고간다.
결국 삼성전자 칸 회심의 카드였던 이성은마저 뮤탈+러커 러시에 당하며 GG를 치고 만다. 이로써 박찬수가 위너스 리그에서 첫 번째 올킬을 기록하게 된다.
신한은행 위너스 리그 08-09 KTF 매직앤스 4:2 삼성전자 칸 (2009.1.17)
- 1세트 : 배병우 패 vs 허영무 승 (콜로세움2)
- 2세트 : 고강민 패 vs 허영무 승 (신 청풍명월)
- 3세트 : 박찬수 승 vs 허영무 패 (데스티네이션)
- 4세트 : 박찬수 승 vs 차명환 패 (러시 아워3)
- 5세트 : 박찬수 승 vs 송병구 패 (메두사)
- 6세트 : 박찬수 승 vs 이성은 패 (안드로메다)

## 승부 조작 파문으로 인한 불명예 은퇴
승부조작파문의 당사자로 지목되어 2010년 5월 19일 부로 한국 e스포츠협회에 은퇴공시 되었다. 박찬수의 소속팀인 KT Rolster 측은 이미 팀내계약위반을 문제삼아 3월 27일자로 은퇴 처분을 내렸으나, 검찰수사 결과가 확정됨에 따라 공식적인 은퇴공시를 하게 되었다.

## 주요 경력
박찬수의 주요 기록은 승부조작 사건 이후, 한국e스포츠협회로부터 영구 제명되어 공식 기록에서 전부 삭제되었다.
- 2004년 제9회 커리지 매치 입상
- 2008년 박카스 스타리그 2008 4강
- 2008년 곰TV MSL 시즌4 16강
- 2008년 EVER 스타리그 2008 4강
- 2008년 아레나 MSL 32강
- 2008년 신한은행 프로리그 2008 준우승 (온게임넷 스파키즈)
- 2008년 WCG 2008 국가대표 선발전 스타크래프트 부문 3위
- 2008년 인크루트 스타리그 2008 16강
- 2008년 WCG 2008 그랜드 파이널 스타크래프트 부문 우승
- 2009년 BATOO 스타리그 08~09 8강
- 2009년 로스트사가 MSL 2009 우승 (3:1 허영무)
- 2009년 박카스 스타리그 2009 36강
- 2009년 아발론 온라인 MSL 2009 32강
- 2009년 곰TV TG삼보-인텔 클래식 2008 시즌3 32강
- 2009년 WCG 2009 한국 대표 선발전 스타크래브트 부문 4위
- 2009년 EVER 스타리그 2009 36강
- 2010년 대한항공 스타리그 2010 36강

## 폭행 논란
2012년 8월 24일, 경기 수원남부경찰서는 박찬수가 중증근무력증의 희귀병을 갖고 있는 아내 김모씨를 폭행하고 협박한 혐의로 조사중이라고 밝혔다. 아내 김씨는 박찬수가 2012년 3월과 6월 두 차례에 걸쳐 자신을 폭행했으며, 5월에는 염산을 내밀어 협박했다고 고소장을 통해 밝혔다. 거기다 군 면제를 받으려고 일부러 자신의 발 사이즈보다 작은 신발을 신어서 엄지발가락에 염증을 낸 뒤에 염증에 물을 대고 부은 발을 손으로 뗐다고 한다. (참고로 동생 박명수는 군 복무 후 전역을 하였다.) 또한 자신의 쌍둥이 동생 박명수의 통장에 몰래 돈을 뺐다가 들킨 적도 있었다고 한다. 그러나 박찬수는 폭행 혐의를 부인하고 있다.
이후 항소심에서 무죄를 판결받았다. 전 부인의 거짓말로 확인되었다.

## 같이 보기
- 마재윤